# Reva Unterman
Reva Unterman (* 1957, Londýn, Spojené království) je sloupkařka a spisovatelka píšící pod pseudonymem Reva Mann.

## Biografie
Reva Unterman je vnučkou bývalého aškenázského vrchního rabína Izraele, Isera Jehudy Untermana, a dcerou Morrise Untermana, rabína v londýnské synagoze West End Marble Arch. Narodila se v Londýně, ale od 80. let žila v Izraeli v Jeruzalémě ve čtvrti Německá kolonie (Mošava germanit). V Londýně chodila až do deseti let do židovské školy. Poté studovala na židovské internátní škole Sinai College, odkud ji však po měsíci vyloučili, načež ji otec poslal do nežidovské školy Queen's College.
Její autobiografická kniha Rabínova dcera – Pravdivý příběh sexu, drog a ortodoxního židovství (anglicky: The Rabbi's Daughter: Sex, Drugs and Orthodoxy) popisuje její teenagerské experimenty se sexem a drogami, studium v ženské ješivě Or Sijon v Jeruzalémě a konečný návrat k ortodoxii.
Je sloupkařkou v The Jewish Advocate a TotallyJewish.com. Je rozvedená a má tři děti, se kterými žije v Izraeli.

## Dílo
- Rabínova dcera – Pravdivý příběh sexu, drog a ortodoxního židovství. Brno: Jota, 2009. 288 s. ISBN 978-80-7217-627-4